# ترانه تو
«ترانه تو» (به انگلیسی: Your Song) تک‌آهنگی از هنرمند اهل بریتانیا التون جان است که توسط تریدنت استودیو در اکتبر ۱۹۷۰ منتشر شد.
این تک‌آهنگ در چارت‌های ایرلند، اسکاتلند، اتریش، جزو ده ترانه اول قرار گرفت.